# Jacob Murey
Jacob (ou  Yaacov) Murey est un joueur d'échecs israélien né le 2 août 1941 à Moscou et installé en France. Il émigra en Israël en 1977 et fit partie de l'équipe des secondants de Viktor Kortchnoï lors du championnat du monde d'échecs 1978. De 1987 à 1994, il fut affilié à la fédération française et reçut le titre de grand maître international en 1987. Il est également maître international du jeu d'échecs par correspondance depuis 1970.
Au 1er juillet 2015, Murey est le 51e joueur israélien avec un classement Elo de 2 399.

## Carrière aux échecs

### Titres
Murey reçut le tire de maître international du jeu par correspondance en 1970, le titre de maître international (MI) en 1980 et celui de grand maître (GMI) en 1987.

### Palmarès
En 1966, Murey remporta le championnat du Club central de Moscou avec huit points sur onze, ex æquo avec Aleksandr Nikitine. En novembre 1967, il finit troisième ex æquo du championnat de Moscou avec 9,5/13. En décembre 1967, il marqua sept points sur 13 lors du 35e championnat d'URSS à Kharkov.
En 1970, il gagna le tournoi Spartaka de Moscou (10/13). En 1979, Il gagna le tournoi de Ramat Ha-Sharon.
En 1982, il remporta le tournoi zonal de Randers et se qualifia pour le tournoi interzonal de Moscou. À Moscou, il finit sixième du tournoi interzonal qui fut remporté par Garry Kasparov. En 1984, il gagna les tournois de Luxembourg et d'Ostende. En 1985, il remporta le tournoi de Montpellier ; en 1986, Holon. En 1987, il gagna à Séville, en 1988 à Bruxelles ; en 1989 : Londres ; en 1991 : Zurich.
Dans les années 2000, Murey remporta les tournois de Montauban en 2000 et d'Evry en 2002.

### Olympiades
Murey a représenté Israël lors de trois olympiades (en 1980, 1982 et 1984) et marqua 17,5 points sur 31.

### Champion d'Europe sénior
Murey a remporté le premier championnat d'Europe sénior (vétérans) en 2001 à Saint-Vincent (Italie) et finit deuxième en 2003 (à Saint-Vincent) et  troisième en 2002 (à Saint-Vincent), 2005 (à Arvier) et en 2007 à Hockenheim.

## Une partie
Kortchnoï-Murey, Jérusalem, 1986,
1. Cf3 g6 2. d4 Fg7 3. c4 Cf6 4. g3 0-0 5. Fg2 d6 6. 0-0 Cc6 7. Cc3 Ff5 8. Te1 Ce4 9. Cd5 Fd7! 10. Dc2 f5 11. Td1 e6 12. Cc3 Cxc3 13. bxc3 De8 14. Cd2 e5 15. Cb3 e4 16. c5 d5 17. Ff4 Tc8 18. f3 h6 19. fxe4 fxe4 20. h4 Ce7 21. c4 c6 22. cxd5 cxd5 23. Dc3 Fg4 24. Td2 Cf5 25. Tf1 Da4! 26. Rh2 Ff6 27. e3 g5 28. hxg5 hxg5 29. Fe5 Dd7! 30. Tdf2 b6! 31. Rg1 Fxe5 32. dxe5 bxc5 33. Tc1 De7 34. Cxc5 Tc7 35. e6 Dd6! 36. Td2 Dxg3 0-1.